# Ашафф
Ашафф (нем. Aschaff) — река в Германии, протекает по Нижней Франконии (земля Бавария). Правый приток Майна. Речной индекс 24754.
Ашафф образуется в результате слияния небольших речек Кляйнашаффом (Kleinaschaff) и Аутенбахом (Autenbach). Некоторые источники рассматривают Ашафф совместно с Кляйнашаффом. Тогда площадь бассейна реки составляет 166,57 км². Длина реки 14,40 (совместно с Кляйнашаффом 22,44) км. Высота истока 197 м. Высота устья 110 м.
Система водного объекта: Майн → Рейн → Северное море.